# Добруджанське плато
Добруджанське плато — плато в північно-східній Болгарії, на Східній Дунайській рівнині, Добрицької і Варненської областей, що займає східну частину Добруджської історико-географічної області.
Межі плато:
- на західі — плато поступово переходить у вище Лудогорське плато;
- південь — межа чітко не визначена, але  приблизна лінія між плато Стана заході і  Франгенським плато на сході і долиною річки Батової;
- на південному сході - круто спускається до чорноморського узбережжя в районі Балчик і Каварна;
- на сході — плато поступово спускається до Чорноморської рівнини;
- на півночі і північному сході — до державного кордону з Румунією, але фактично плато продовжується на території Румунії[2], де відоме як Плато Північна Добруджа.

Довжина плато з південного заходу на північний схід (до кордону з Румунією) становить близько 70 км, а її ширина від північного заходу до південного сходу - близько 60 км. Висота коливається від 150 до 200 м на північному сході та до 300-350 м на південному заході.
Все Добруджанське плато має невеликий схил на схід і північний схід. На заході і південному заході розсікається  каньйоновидними долинами, а на північному заході і сході — суходолами. Плато складається з нижньокрейдових і третинних (сарматських) вапняків і піщаних мармурових плоских шарів, з лесовими відкладами у 30-40 м. На півдні  лесовий покрив розрізається, звужується до 5-10 м і переходить у лесові утворення.  На вододілах є фосилізирні карстові форми.
У східній частині плато, на північ від Каварни, на глибині 1300 - 1900 м знаходяться піздньокарбонні вугілля, відкладення якого затоплені і важко використовувати.
Клімат помірно-континентальний з відносно холодною зимою і теплим літом. Переважають північний і північно-східний вітри; влітку це можуть бути суховії, теплі вітри. Весна (березень-квітень) і літо (липень-серпень) часто є посушливою. Середньорічна температура повітря від 11 °С на заході, і до 12 °С на сході і в середньому у січня від -0,5 °С до 1 °С, а середня липня — 21—22 °С
Для плато характерне велика кількість підземних вод.  Річки маловодні, на півночі  перетворюються у каньоноподібні суходоли.  Головна річка - Суха ріка з притоками Карамандере і  Добричка на заход, а на  сході - Шабленська річка.
Типовими для Добруджанського плато є типові і вилужені чорноземи і сірі лісові ґрунти з високою природною родючістю. Переважають сухолюбиві степові рослини, які  витісняються сільськогосподарськими культурами. Понад 80% площі плато — рілля.  В основному вирощуються зернові культури (головним чином пшениця та ячмінь), соняшник, кукурудза, цукровий буряк, боби та ін.  Часткове зрошення проводиться в окремих частинах.  Характерною особливістю Добруджанського плато є  лісосмуги, які запобігають знікненню сніжного покриву взимку, таким чином захищаючи осінні культури від морозу.

## Топографічна карта
- Аркуш карти K-35-8 Крушари. Масштаб: 1 : 100 000. Стан місцевості на 1978 р. Видання 1983 р. (рос.)
- Аркуш карти K-35-9 Генерал-тошево. Масштаб: 1 : 100 000. Стан місцевості на 1972 р. Видання 1983 р. (рос.)
- Аркуш карти K-35-20. Масштаб: 1 : 100 000.
- Аркуш карти K-35-21. Масштаб: 1 : 100 000.